# Arachnophaga hirtibasis
Arachnophaga hirtibasis är en stekelart som beskrevs av Charles Joseph Gahan 1943. Arachnophaga hirtibasis ingår i släktet Arachnophaga och familjen hoppglanssteklar. Inga underarter finns listade.